# アランチーニ

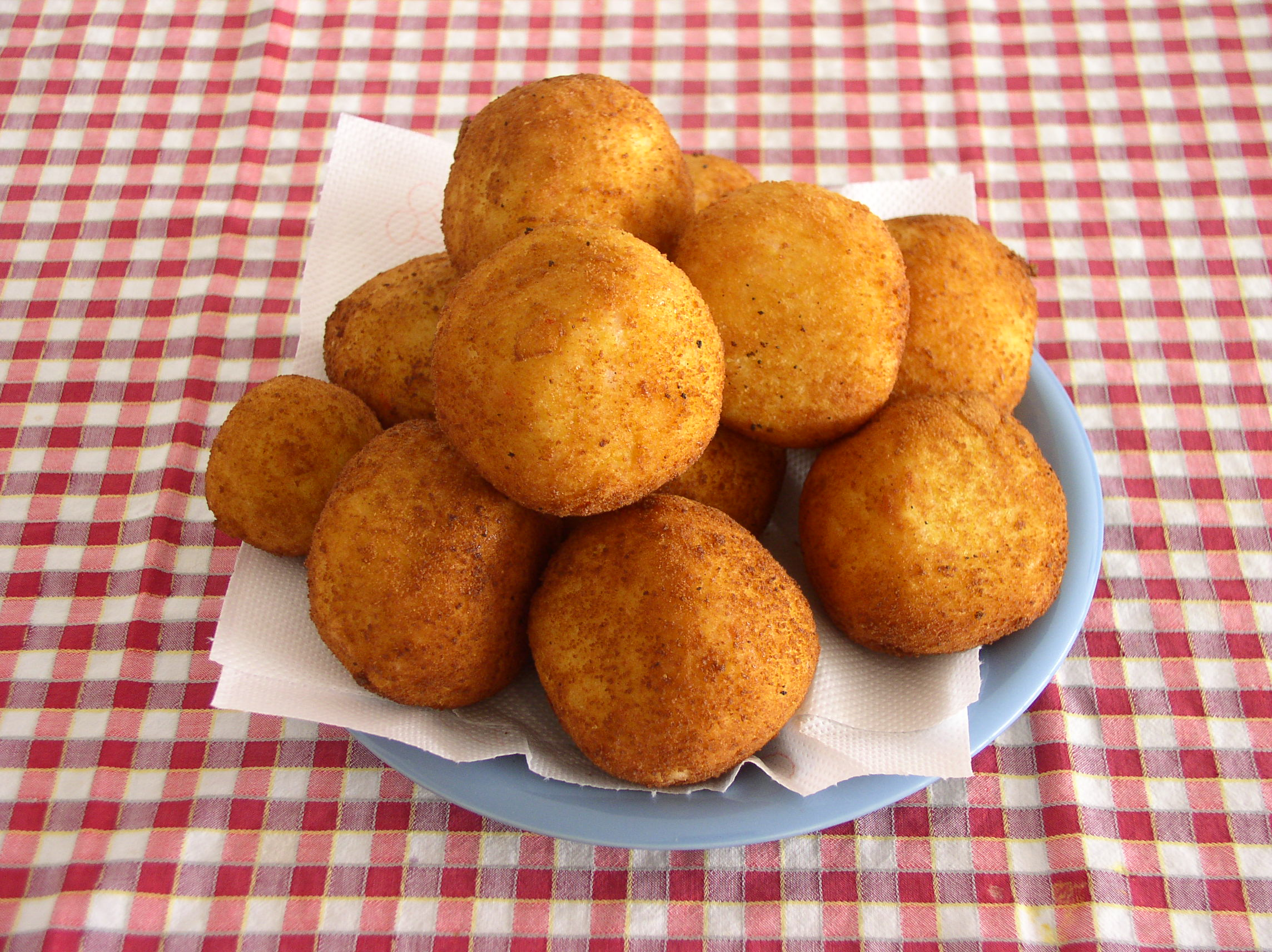
アランチーニ

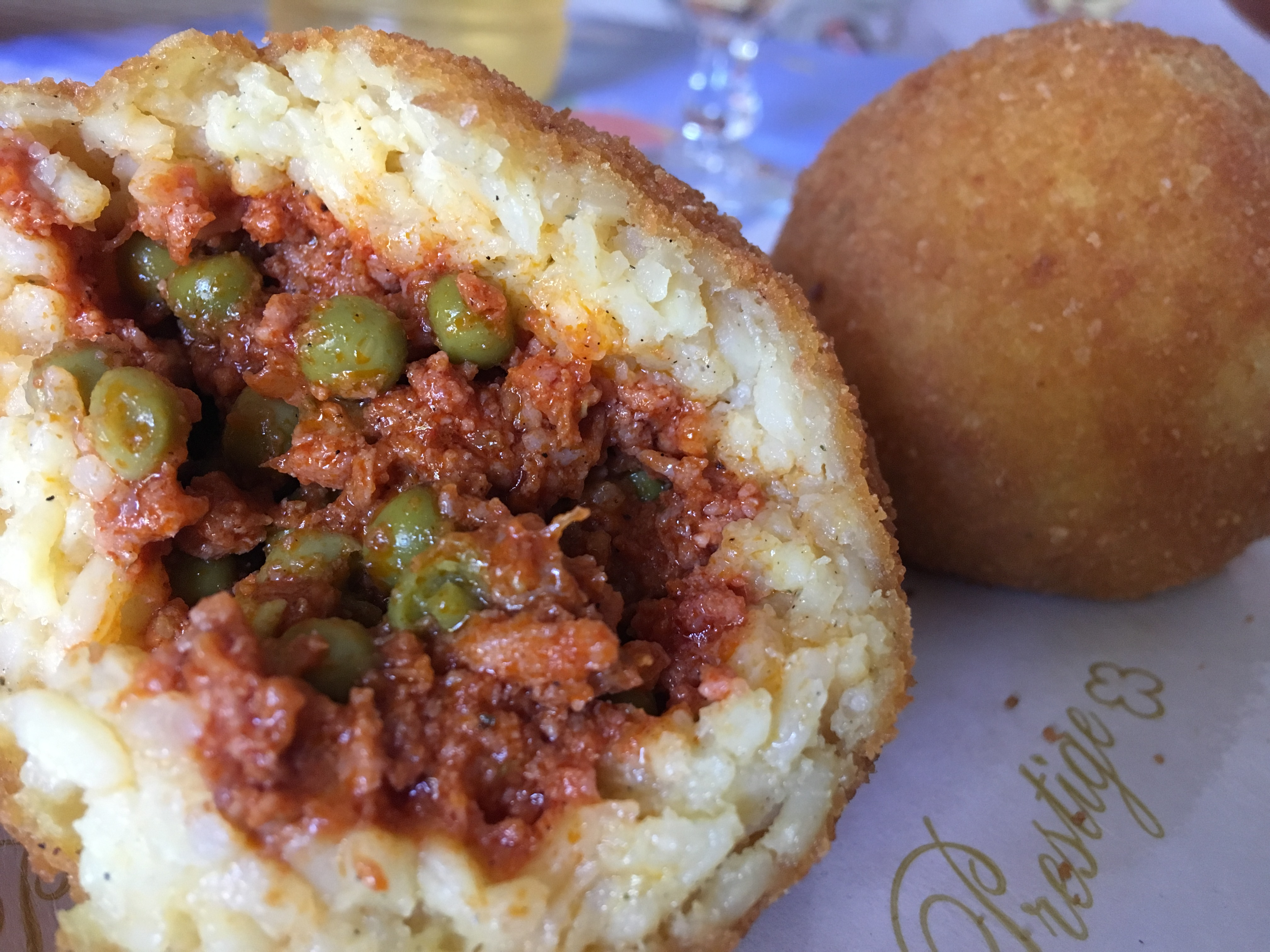
アランチーニ

アランチーニ（イタリア語: arancino（単）、arancini（複））はシチリアとナポリ名物のライスコロッケ。形がオレンジに似ていることからアランチーニ（小さなオレンジ）と呼ばれる。
ナポリのものはアランチーニ・ディ・リゾ（arancini di riso、「米の小さなオレンジ」）またはパッレ・ディ・リゾ（palle di riso、「米の団子」）とも称される。
ローマでは、スプリ、スップリ（suppli）と呼ばれる。

## シチリア

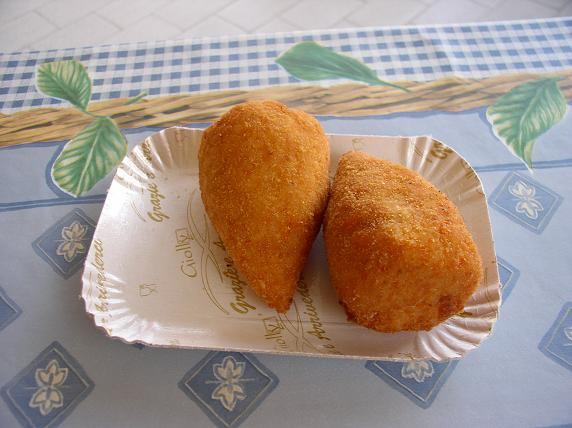
ラグーザ県の円錐形のアランチーニ

シチリア料理におけるアランチーニの大きさは直径3.8 - 10cmほど。湯炊きしたジャポニカ種の米に溶き卵とおろしたカチョカヴァッロまたはパルミジャーノ・レッジャーノチーズ、塩、胡椒を混ぜたものに詰め物をし、小麦粉をまぶしてから溶き卵にくぐらせ、パン粉をまぶして揚げる。シチリア島南東部では球状ではなく、右の画像のように円錐形にして揚げる。シチリア島西部では、アランチーニを女性名詞としたアランチーネ（arancine）と綴るのが正しいとされる。
中身は色々で、例えばアランチーネ・アッラ・カルネ（arancine alla carne）には、トマトソースで煮た肉とグリーンピースの詰め物が入り、アランチーネ・アル・ブッロ（arancine al burro）にはモッツァレラチーズが入る。この他ほうれん草やパンチェッタを入れることもあり、シチリア内でも、中の具が地方独特のものである事もある。中身によって形が変わっていく。パレルモでは、スプーマ（炭酸飲料、spuma）とワインを混ぜたものを飲めばげっぷを促進して消化を助けると考えられているため、「アランチーナ・ディ・パレルモ」を食べるときにこれを飲む習慣がある。

## ナポリ
ナポリのアランチーニはピンポン玉大でシチリアのものよりも小さく、中に何も詰めないことが多い。米を湯炊きして溶き卵、おろしたパルミジャーノまたはペコリーノチーズ、塩、胡椒、トマトピューレと混ぜたものを丸め、パン粉をまぶして揚げる。

## ローマ

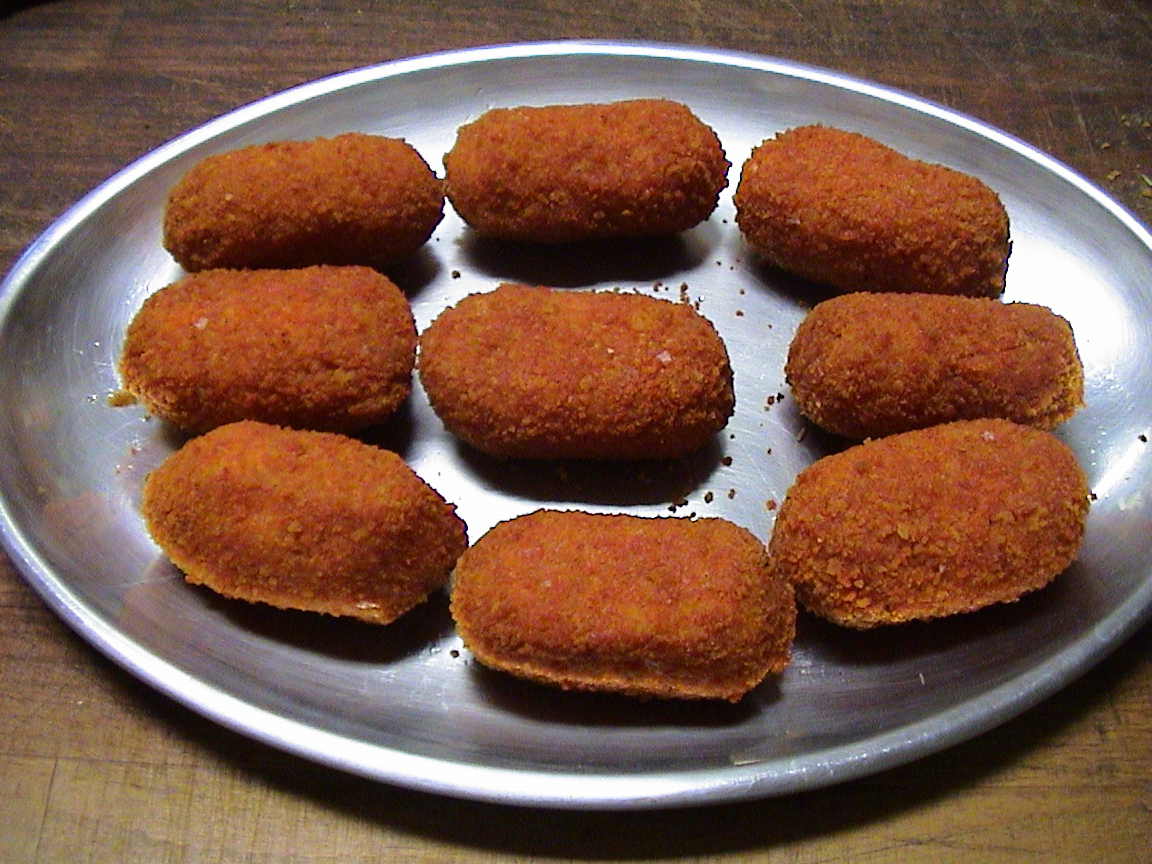
スプリ

スプリ、スープリ、スップリ（イタリア語: suppli）はローマ生まれのライスコロッケ。suppliは、フランス語のSurprise（驚き）のイタリア語訛りが語源で、中に思いがけないもの（モッツァレッラ）が入っていることからきていると言われる。また、「Suppli al telefono（電話風スプリ）」ともいわれる。スプリを半分にしたときに中のモッツァレッラが糸を引いて伸びる様子が、糸電話に似ているためである。その形はツェッペリンに似ていると言われ、基本的にはアランチーニと同じであるが、スプリにはサフランは入っていない。また、スプリには具としてモッツァレッラが入っているが、アランチーニは具としてチーズは入っておらず、カチョカヴァッロが練りこんである。さらに、スプリに比べるとアランチーニは大きく、握り拳サイズである。ローマでは、「アランチーニはシチリアでしか食べられない」と言われる。ローマでは、街のいたるところにあるピザ屋の定番商品でもある。また、ピッツァを食べる際の前菜としてスプリなどのフライ物を食べる。